# أندرياس سورينسن
أندرياس سورينسن (بالدنماركية: Andreas Sørensen)‏ (1 أغسطس 1984 بالدنمارك - ) هو لاعب كرة قدم دانمركي في مركز الدفاع. لعب مع نادي فايله ونادي لينغبي ونادي هيليراب وØlstykke FC ‏ وAkademisk Boldklub ‏ ونادي كويه ‏ وFC Roskilde ‏.

## وصلات خارجية
- أندرياس سورينسن على موقع قاعدة بيانات كرة القدم.إي يو (الإنجليزية)